# Nazla
Nazla, també transcrit al-Nazlah, Nazle, Annazla o en-Nuzleh (àrab: النزلة, an-Nazla), és una vila palestina de la governació de Gaza Nord de la Franja de Gaza. Antigament era un municipi, però es va fusionar amb la propera ciutat de Jabalia. Nazla es troba a pocs quilòmetres al nord de Gaza.

## Història
Nazla ha estat identificada com el lloc de la vila romana d'Orient d'Asalea (Ασαλέα en grec). Durant aquest període Asalea pertanyia a la ciutat de Gaza. Una cèlebre figura cristiana de la Gaza romana d'Orient fou Alafió d'Asalea qui va ser conegut per piadós i va ser una de les primers missioners que va ajudar a difondre el cristianisme a la zona. En el mapa de Madaba del segle vi Asalea és marcada per tres torres, una porta i un segment de muralla.

### Època otomana
En 1863 l'explorador francès Victor Guérin va visitar la vila, que tenia 150 habitants. Una llista de localitats otomanes de 1870 va mostrar que Nazla tenia 114 cases i una població de 414 habitants, tot i que el recompte de la població va incloure només als homes.
En 1883 el Survey of Western Palestine del Fons per a l'Exploració de Palestina va descriure Nazla com un «petit llogaret» i un suburbi de Jabalia. A l'est de Nazla hi havia un pou.

### Època del Mandat britànic
Al cens de Palestina de 1922 realitzat per les autoritats del Mandat Britànic, Nazla tenia 694 habitants, tots musulmans, incrementats en el cens de 1931 a 944, encara tots ells musulmans, en 226 cases.
En el cens de 1945 Nazla tenia 1.330 habitants, tots musulmans, amb 4,510 dúnams de terra, segons l'enquesta oficial de terra i de població. D'aquests, 36 dúnams eren per als cítrics i plàtans, 547 per a les plantacions i terres de regadiu, 1.141 per als cereals, mentre que 24 dúnams eren de sòl edificable.

### 1948 i després
Durant el govern egipci després de la guerra araboisraeliana de 1948, Nazla era una de les sis localitats per establir un consell de vila per administrar els seus assumptes. Israel va ocupar la franja de Gaza durant la Guerra de Sis Dies el 1967. En els anys 1970 i 1980, Israel va desenvolupar projectes de construcció a Nazla, que ofereix subsidis a famílies de refugiats palestins per reassentar-s'hi.